# Девушка с жемчужной серёжкой (роман)
«Девушка с жемчужной серёжкой» (англ. Girl with a Pearl Earring) — роман американской писательницы Трейси Шевалье, навеянный одноимённой картиной голландского художника Яна Вермеера.
Автор и издательство предупреждают на контртитуле оригинала, что совпадения с реальными лицами и событиями случайны.

## Сюжет
Повествование ведётся от лица героини портрета — юной Гретте. Это девушка из семьи художника-ремесленника, вынужденная идти в служанки, чтобы прокормить себя и помочь родительской семье, оставшейся почти без средств к существованию после катастрофы в изразцовой мастерской её отца, единственного на тот момент добытчика в семье с тремя детьми.
Её внимание к гармонии цвета привлекло к ней при выборе служанки внимание её земляка знаменитого художника Яна Вермеера. В его семье, где сложились непростые межпоколенческие и межличностные отношения, она из младшей прислуги постепенно становится его личной помощницей в художественном деле, а потом и моделью, что втягивает её в конфликт как с ревнивой и неумелой женой художника, так и с главной прислугой и даже с малолетней старшей дочерью хозяина.
Будучи втянутой в интриги, героиня становится объектом грязных домогательств богатого вермееровского покровителя и заказчика его картин, тогда как сама влюбляется в талантливого хозяина, но постепенно убеждается, что он не испытывает к ней и её страданиям даже сочувствия, видя в ней лишь вспомогательный художественный объект и помощницу в ремесле. Она в итоге вынужденно соединяет свою жизнь с семьей, далёкой от искусства.
В романе чётко прослеживается и религиозный конфликт того времени между земляками девушки, принявшими в большинстве своем Реформацию, т. е. протестантами, к которым относились её родители и все их окружение, с одной стороны, и католиками — меньшинством, к которому относилась семья Вермеера. Поступив служанкой в его семью, она впервые сталкивается с религиозной живописью, иным отношением к жизни и богослужениям и вынуждена скрывать своё промежуточное положение в этом вопросе от до того близкой ей душевно матери. В итоге девушка начинает осознавать, что моральные качества человека не зависят от его конфессиональной принадлежности.
История создания титульной картины является кульминацией становления, взросления героини, и роман может быть отнесён и к романам воспитания.

## Экранизации
В 2003 году по роману был снят одноимённый фильм.